# Liste der spanischen Meister im Biathlon
Die Liste der spanischen Meister im Biathlon führt alle Medaillengewinner spanischer Meisterschaften im Winter- wie im Sommerbiathlon seit den nationalen Meisterschaften 2005 auf.
Bei den Männern ist der Spanier Luis Alberto Hernando Alzaga mit elf Titeln der erfolgreichste Athlet, bei den Frauen sind Victoria Padial und Mariona Aubert Torrents mit je neun Titeln am erfolgreichsten.

## Männer

### Winter

#### Sprint
| Meisterschaft | Gold                    | Silber                 | Bronze                  |
| ------------- | ----------------------- | ---------------------- | ----------------------- |
| 2005          | Ángel Pastrana González | Diego Ruiz Asín        | Sergio Gimeno Blas      |
| 2006          | Luis Alberto Hernando   | Sergio Gimeno Blas     | Ángel Pastrana González |
| 2007          | Luis Alberto Hernando   | Sergio Gimeno Blas     | Samuel Pulido Serrano   |
| 2008          | Luis Alberto Hernando   | Samuel Pulido Serrano  | Ángel Pastrana González |
| 2009          | Pedro Quintana Arias    | Luis Alberto Hernando  | Manuel Fernández Musso  |
| 2010          | Pedro Quintana Arias    | Diego Ruiz Asín        | Samuel Pulido Serrano   |
| 2012          | Samuel Pulido Serrano   | Manuel Fernández Musso | Carlos Lannes Fernández |
| 2013          | Pedro Quintana Arias    | Victor Lobo Escolar    | Guzmán Sanz Calleja     |

#### Verfolgung
| Meisterschaft | Gold                  | Silber                | Bronze                  |
| ------------- | --------------------- | --------------------- | ----------------------- |
| 2006          | Luis Alberto Hernando | Sergio Gimeno Blas    | Ángel Pastrana González |
| 2007          | Luis Alberto Hernando | Sergio Gimeno Blas    | Ivan Reguera Bravo      |
| 2008          | Luis Alberto Hernando | Samuel Pulido Serrano | Ángel Pastrana González |
| 2013          | Pedro Quintana Arias  | Samuel Pulido Serrano | Victor Lobo Escolar     |

#### Massenstart
| Meisterschaft | Gold                 | Silber                 | Bronze                 |
| ------------- | -------------------- | ---------------------- | ---------------------- |
| 2009          | Pedro Quintana Arias | Manuel Fernández Musso | Luis Alberto Hernando  |
| 2010          | Pedro Quintana Arias | Luis Alberto Hernando  | Manuel Fernández Musso |

### Sommer

#### Einzel
| Meisterschaft | Gold                  | Silber                | Bronze                  |
| ------------- | --------------------- | --------------------- | ----------------------- |
| 2013          | Samuel Pulido Serrano | Guzmán Sanz Calleja   | Daniel Marín Hernández  |
| 2014          | Victor Lobo Escolar   | Samuel Pulido Serrano | Roberto Piqueras Garcia |

#### Sprint
| Meisterschaft | Gold                    | Silber                    | Bronze                |
| ------------- | ----------------------- | ------------------------- | --------------------- |
| 2005          | Luis Alberto Hernando   | Modesto Álvarez Domínguez | Sergio Gimeno Blas    |
| 2006          | Luis Alberto Hernando   | Samuel Pulido Serrano     | Sergio Gimeno Blas    |
| 2008          | Sergio Gimeno Blas      | Samuel Pulido Serrano     | Ivan Reguera Bravo    |
| 2009          | Luis Alberto Hernando   | Samuel Pulido Serrano     | Mario Fernández Yepes |
| 2010          | Luis Alberto Hernando   | Samuel Pulido Serrano     | Mario Fernández Yepes |
| 2011          | Luis Alberto Hernando   | Sergio Gimeno Blas        | Ivan Reguera Bravo    |
| 2013          | Roberto Piqueras Garcia | Victor Lobo Escolar       | Ivan Reguera Bravo    |
| 2014          | Victor Lobo Escolar     | Samuel Pulido Serrano     | Sergio Gimeno Blas    |

#### Verfolgung
| Meisterschaft | Gold                  | Silber                | Bronze                |
| ------------- | --------------------- | --------------------- | --------------------- |
| 2006          | Luis Alberto Hernando | Sergio Gimeno Blas    | Samuel Pulido Serrano |
| 2008          | Samuel Pulido Serrano | Sergio Gimeno Blas    | Ivan Reguera Bravo    |
| 2009          | Samuel Pulido Serrano | Ivan Reguera Bravo    | Pedro Quintana Arias  |
| 2010          | Luis Alberto Hernando | Samuel Pulido Serrano | Ivan Reguera Bravo    |

#### Massenstart
| Meisterschaft | Gold                  | Silber              | Bronze             |
| ------------- | --------------------- | ------------------- | ------------------ |
| 2011          | Samuel Pulido Serrano | Guzmán Sanz Calleja | Ivan Reguera Bravo |

## Frauen

### Winter

#### Sprint
| Meisterschaft | Gold                    | Silber                    | Bronze                      |
| ------------- | ----------------------- | ------------------------- | --------------------------- |
| 2005          | Mariona Aubert Torrents | Olinda Carballo Rodriguez | Natalia Sancho Conde        |
| 2006          | Mariona Aubert Torrents | Esther Arias Enero        | –                           |
| 2007          | Mariona Aubert Torrents | Victoria Padial           | Esther Arias Enero          |
| 2008          | Victoria Padial         | Mariona Aubert Torrents   | Mónica Saez Toledano        |
| 2009          | Victoria Padial         | –                         | –                           |
| 2010          | Victoria Padial         | Mónica Saez Toledano      | Mercedes Valls de los Cobos |
| 2012          | Waleska Sigüenza Tamayo | –                         | –                           |
| 2013          | Azahara Furones Rivas   | Mónica Saez Toledano      | Berta Pérez Vicente         |

#### Verfolgung
| Meisterschaft | Gold                    | Silber                  | Bronze               |
| ------------- | ----------------------- | ----------------------- | -------------------- |
| 2006          | Mariona Aubert Torrents | Esther Arias Enero      | –                    |
| 2007          | Mariona Aubert Torrents | Victoria Padial         | Esther Arias Enero   |
| 2008          | Victoria Padial         | Mariona Aubert Torrents | Esther Arias Enero   |
| 2013          | Mónica Saez Toledano    | Azahara Furones Rivas   | Patricia Torres Moya |

#### Massenstart
| Meisterschaft | Gold            | Silber               | Bronze |
| ------------- | --------------- | -------------------- | ------ |
| 2009          | Victoria Padial | –                    | –      |
| 2010          | Victoria Padial | Mónica Saez Toledano | –      |

### Sommer

#### Einzel
| Meisterschaft | Gold                  | Silber              | Bronze                  |
| ------------- | --------------------- | ------------------- | ----------------------- |
| 2013          | Azahara Furones Rivas | Berta Pérez Vicente | Waleska Sigüenza Tamayo |
| 2014          | Mónica Saez Toledano  | Berta Pérez Vicente | Azahara Furones Rivas   |

#### Sprint
| Meisterschaft | Gold                    | Silber                | Bronze                  |
| ------------- | ----------------------- | --------------------- | ----------------------- |
| 2006          | Mariona Aubert Torrents | Esther Arias Enero    | Victoria Padial         |
| 2008          | Mariona Aubert Torrents | Victoria Padial       | Esther Arias Enero      |
| 2009          | Mónica Saez Toledano    | Victoria Padial       | Paloma Tejera Nevado    |
| 2010          | Victoria Padial         | Mónica Saez Toledano  | –                       |
| 2011          | Victoria Padial         | –                     | –                       |
| 2013          | Berta Pérez Vicente     | Azahara Furones Rivas | Waleska Sigüenza Tamayo |
| 2014          | Mónica Saez Toledano    | Berta Pérez Vicente   | Haizea Etxeberria Urkia |

#### Verfolgung
| Meisterschaft | Gold                    | Silber               | Bronze               |
| ------------- | ----------------------- | -------------------- | -------------------- |
| 2006          | Mariona Aubert Torrents | Esther Arias Enero   | Victoria Padial      |
| 2008          | Mariona Aubert Torrents | Victoria Padial      | Esther Arias Enero   |
| 2009          | Mónica Saez Toledano    | Victoria Padial      | Paloma Tejera Nevado |
| 2010          | Victoria Padial         | Mónica Saez Toledano | –                    |

#### Massenstart
| Meisterschaft | Gold            | Silber | Bronze |
| ------------- | --------------- | ------ | ------ |
| 2011          | Victoria Padial | –      | –      |